# لامبون الوطني دون
لامبون الوطني دون (بالإنجليزية: National Lampoon's Doon) هي رواية ساخرة كتبها إليس وينر ونشرتها دار بوكيت بوكس لصالح ناشيونال لامبون عام 1984. دون هي محاكاة ساخرة لرواية الخيال العلمي كثيب التي كتبها فرانك هربرت عام 1965.
أعيد طبع كتاب دون بواسطة كتب جرافتون ((ردمك 0-586-06636-5)) في عام 1985. في عام 1988، وصف ويليام ف. توبونس الكتاب بأنه «نوع من التكريم لنجاح هربرت في الحرم الجامعي»، مشيرًا إلى أن «الكتاب الوحيد الآخر الذي تم تكريمه بهذه الطريقة هو كتاب سيد الخواتم لتولكين»، والذي قدمت له هارفارد لامبون محاكاة ساخرة في عام 1969.
تدور أحداث رواية كثيب على كوكب أرَّاكس الخطير، المصدر الوحيد لمِزَاج الاسبايس، المادة الأكثر قيمة في الكون. تتبع المحاكاة الساخرة قصة مشابهة، حيث تتقاتل عائلات متنافسة تمتلك مطاعم للسيطرة على أروكس، الذي اجتاحته قطع العُقْدِيَّة العملاقة ومصدر البيرة القيمة.